# François Noël Babeuf
François Noël Babeuf (cunoscut și ca Gracchus Babeuf, n. 23 noiembrie 1760 - d. 27 mai 1797) a fost un revoluționar francez, teoretician al comunismului utopic, fondator al ziarului Le Tribun du peuple și conducător al Conspirației egalilor împotriva guvernului reacționar al Directoratulului.
Doctrina sa, babuvismul, poate fi considerată precursoare a comunismului.
Depășind iluminismul, Babeuf vizează ca obiectiv desființarea proprietății private și instaurarea comunismului (societatea egalilor) și aceasta prin insurecție populară.
Republica urma să se transforme într-o mare "comună națională", care să asigure obligativitatea muncii și împărțirea egalitară a bunurilor.
Concepțiile sale, considerate astăzi utopice și naive (cum ar fi ascetismul și egalitarismul primitiv), reflectau aspirațiile clasei muncitoare aflate în acea epocă în plină ascensiune.
Adepții săi, babuviștii, au fost arestați în 1796 în urma unei trădări, iar în anul următor, Babeuf este judecat și executat prin decapitare . 
Bibliografie
- Cadastre perpétuel, ou Démonstration des procédés convenables à la formation de cet important ouvrage, pour assurer les principes de l'Assiette & de la Répartition justes & permanentes, & de la perception facile d'une contribution unique, tant sur les possessions territoriales, que sur les revenus personnels ; Avec l'exposé de la Méthode d'arpentage de M. Audiffred, par son nouvel instrument, dit graphomètre-trigonométrique ; Dédié à l'Assemblée nationale, Paris, Garnery et Volland, tous les marchands de nouveautés ; Versailles, Blaizot, 1789, XLVI-192 p.
- De la nouvelle distinction des ordres par M. de Mirabeau, Paris, Volland, 1789, 8 p.
- Lettre à l'Observateur: 16 août 1789 (supplément au n ° 4 de l'Observateur), Paris, 1789, 2 p.
- À Messieurs du Comité des recherches de l'Assemblée nationale, 1790, 4 p.
- Nouveau calendrier de la République française, conforme au décret de la Convention nationale, Paris, l'auteur, 1793, 20 p.
- Les Battus payent l'amende, ou les Jacobins jeannots, Paris, Imprimerie de Franklin, 1794, 24 p.
- Voyage des Jacobins dans les quatre parties du monde: avec la constitution mise à l'ordre du jour par Audouin et Barrère, Paris, Imprimerie de Franklin, 1794, 16 p.
- Du Système de dépopulation, ou la Vie et les crimes de Carrier, son procès et celui du Comité révolutionnaire de Nantes, Paris, Imprimerie de Franklin, an iii (1794), 194 p.
- On veut sauver Carrier. On veut faire le procès au Tribunal révolutionnaire. Peuple, prends garde à toi !, an iii (1794), 15 p.
- Journal de la liberté de la presse, n ° 1 à 22 du 17 fructidor au 10 vendémiaire an II (3 septembre-1er octobre 1794)
- Tribun du peuple ou Le défenseur des droits de l'homme, en continuation du Journal de la liberté de la presse, n ° 23 à 32 du 14 vendémiaire an II au 13 pluviôse an III (5 octobre 1794-1er février 1795), n ° 34 à 43 du 15 brumaire an III au 5 floréal an IV (5 novembre 1795-24 avril 1796)
- Lettre à l'ami du peuple (de Lebois), an IV
- G. Babeuf, tribun du peuple, à ses concitoyens, Paris, Imprimerie de Franklin, 1796, 8 p.
- Adresse du tribun du peuple à l'armée de l'intérieur, Paris, Imprimerie du tribun du peuple, 1796, 12 p.
- Péroraison de la défense de Gracchus Babeuf, tribun du peuple, prononcée devant la Haute-Cour de justice, Paris, Imprimerie de R.-F. Lebois, 7 p.
- Dernière Lettre de Gracchus Babeuf, assassiné par la prétendue Haute-cour de justice, à sa femme et à ses enfans, à l'approche de la mort, Imprimerie de R.-F. Lebois, 1797, 7 p.

1. ↑  François Noël Babeuf, Store norske leksikon
2. 1 2 3  Autoritatea BnF, accesat în 10 octombrie 2015
3. 1 2  François-Noël Babeuf, SNAC, accesat în 9 octombrie 2017
4. ↑  François Noël Babeuf, Brockhaus Enzyklopädie
5. 1 2  Gracchus Babeuf, Babelio
6. ↑  Бабёф Гракх, Marea Enciclopedie Sovietică (1969–1978)[*]
7. ↑  Gracchus Babeuf, Gran Enciclopèdia Catalana
8. ↑  Le Maitron, accesat în 8 iulie 2024
9. ↑  Phillips, Walter Alison (1911), "Babeuf, François Noel" , in Chisholm, Hugh (ed.), Encyclopædia Britannica, vol. 3 (11th ed.), Cambridge University Press, pp. 93–94